# Sindaci di Pagani
L'elenco dei sindaci inizia dai sindaci particolari dell'università di Pagani, eletti insieme agli altri magistrati della comunità nell'agosto di ogni anno. Pagani era parte della città di Nocera dei Pagani, una sorta di confederazione di casali, suddivisa nei dipartimenti di Nucera Soprana e Nucera Sottana (a cui apparteneva l'università di Pagani) e retta da un triumvirato di "sindaci universali" (due eletti da Nucera Soprana e uno da Nucera Sottana). Questo elenco è incompleto a causa della perdita dei Libri dei Parlamenti.
L'antico istituto dell'università fu quindi abolito da una legge promulgata nel 1806 da Giuseppe Bonaparte, re di Napoli durante l'occupazione napoleonica e sostituita dal comune. Il primo sindaco appose la propria firma sui registri di stato civile nel 1809. I sindaci si susseguirono con il Regno delle Due Sicilie e il Regno d'Italia. Furono sostituiti da un podestà con la riforma fascista. Ripresero ad essere la massima magistratura cittadina dalla caduta del fascismo.

## Sindaci particolari dell'università

### Durante il Viceregno
| Titolo | Nome        | Cognome | dal  | al   |
| ------ | ----------- | ------- | ---- | ---- |
|        |             |         | 0000 | 0000 |
|        | Giovan Cola | PICARO  | 1579 | 1580 |
|        | Carlo       | PAGANO  | 1580 | 1581 |
|        |             |         | 0000 | 0000 |
| dott.  | Nicola      | TORTORA | 1599 | 1600 |
|        |             |         | 0000 | 0000 |
|        |             |         | 0000 | 0000 |

### Regno di Napoli
| Titolo | Nome            | Cognome     | dal  | al   |
| ------ | --------------- | ----------- | ---- | ---- |
|        |                 |             | 0000 | 0000 |
|        | Lucio           | TORTORA     | 1749 | 1750 |
|        | Paolo           | PAGANO      | 1750 | 1751 |
|        | Carlo           | PAGANO      | 1751 | 1752 |
|        | Giuseppe        | MESSINA     | 1752 | 1753 |
|        | Domenico        | PIGNATARO   | 1753 | 1754 |
|        | Andrea          | PAGANO      | 1754 | 1755 |
|        | Nicola          | TORTORA     | 1755 | 1756 |
|        | Domenico        | PIGNATARO   | 1756 | 1756 |
|        | Domenico        | PIGNATARO   | 1757 | 1758 |
|        | Oronzio         | MARRAZZO    | 1758 | 1759 |
|        | Domenico        | CONTALDO    | 1759 | 1760 |
|        | Vincenzo        | MESSINA     | 1760 | 1761 |
|        | Domenico        | CONTALDO    | 1761 | 1762 |
|        | Francesco       | CALIFANO    | 1762 | 1763 |
|        | Felice          | CONTALDO    | 1763 | 1764 |
|        | Gaetano         | CRISCUOLO   | 1764 | 1765 |
|        | Felice          | CONTALDO    | 1765 | 1766 |
|        | Stefano         | TIPALDI     | 1766 | 1767 |
|        | Nicola          | TORTORA     | 1767 | 1768 |
|        | Bernardo        | TRAMONTANO  | 1768 | 1769 |
|        | Andrea          | PIGNATARO   | 1769 | 1770 |
|        | Francesco       | GUERRITORE  | 1770 | 1771 |
|        | Luzio           | TORTORA     | 1771 | 1772 |
|        | Alessandro      | GAIANO      | 1772 | 1773 |
|        | Romualdo        | DAMIANO     | 1773 | 1774 |
|        | Giuseppe        | STRIANO     | 1774 | 1775 |
|        | Francesco       | SENESI      | 1775 | 1776 |
|        | Luzio           | TORTORA     | 1776 | 1777 |
|        | Ignazio         | TORTORA     | 1777 | 1778 |
|        | Ludovico        | DE VIVO     | 1778 | 1779 |
|        | Pietrantonio    | PECORARO    | 1779 | 1780 |
|        | Aniello         | PEPE        | 1780 | 1781 |
|        | Domenico        | PAGANO      | 1781 | 1782 |
|        | Francesco       | SENESI      | 1782 | 1783 |
|        | Geronimo        | TORTORA     | 1783 | 1784 |
|        | Geronimo        | FALCONE     | 1784 | 1785 |
|        | Giuseppe        | STRIANO     | 1785 | 1786 |
|        | Giuseppe        | STRIANO     | 1786 | 1787 |
|        | Domenico        | PAGANO      | 1787 | 1788 |
|        | Vincenzo        | TORTORA     | 1788 | 1789 |
|        | Domenico        | PAGANO      | 1789 | 1790 |
|        | Girolamo        | TORTORA     | 1790 | 1791 |
|        | Luigi           | PAGANO      | 1791 | 1792 |
|        | Francesco       | SENESI      | 1792 | 1793 |
|        | Giuseppe        | BUONINCONTI | 1793 | 1794 |
|        | Giuseppe        | BUONINCONTI | 1794 | 1795 |
|        | Francesco Maria | PAGANO      | 1795 | 1796 |
|        | Ugone           | PAGANO      | 1796 | 1797 |
|        | Ugone           | PAGANO      | 1797 | 1798 |
|        | Domenico        | TORTORA     | 1798 | 1799 |
|        | Giacinto        | PEPE        | 1799 | 1800 |
|        | Vincenzo        | TORTORA     | 1800 | 1801 |
|        | Vincenzo        | PEPE        | 1801 | 1802 |
|        |                 |             | 0000 | 0000 |

## Sindaci del Comune

### Sindaci durante il Regno di Napoli Napoleonico (1806-1815) e Regno delle Due Sicilie (1816-1861)
Regno di Napoli (1806-1815)  Regno delle Due Sicilie
|  | Titolo    | Nome      | Cognome     | dal  | al   |
|  | --------- | --------- | ----------- | ---- | ---- |
|  |           | Gaetano   | FORINO      | 1809 | 1809 |
|  |           | Salvatore | GUERRITORE  | 1810 | 1810 |
|  |           | Carlo     | CONTALDO    | 1811 | 1814 |
|  |           | Aniello   | CRISCUOLO   | 1814 | 1819 |
|  |           | Carlo     | CONTALDO    | 1819 | 1823 |
|  |           | Aniello   | CRISCUOLO   | 1823 | 1826 |
|  |           | Gaetano   | DESIDERIO   | 1826 | 1829 |
|  |           | Andrea    | TIPALDI     | 1829 | 1830 |
|  |           | Andrea    | DESIDERIO   | 1831 | 1832 |
|  |           | Aniello   | CRISCUOLO   | 1832 | 1835 |
|  |           | Nicola    | GUERRITORE  | 1835 | 1837 |
|  |           | Bernardo  | TORTORA     | 1838 | 1844 |
|  | Capitano  | Pietro    | GUERRITORE  | 1844 | 1846 |
|  |           | Luigi     | D'AMBROSI   | 1847 | 1847 |
|  |           | Bernardo  | TORTORA     | 1848 | 1848 |
|  |           | Pasquale  | TORTORA     | 1849 | 1850 |
|  | Cavaliere | Andrea    | DESIDERIO   | 1851 | 1856 |
|  |           | Francesco | BUONINCONTI | 1856 | 1859 |
|  |           | Luigi     | TRAMONTANO  | 1860 | 1861 |

### Sindaci durante il Regno d'Italia
Regno d'Italia
| N. | Titolo | Nome          | Cognome    | dal  | al   | note                    |
| -- | ------ | ------------- | ---------- | ---- | ---- | ----------------------- |
|    | cav.   | Giovannangelo | CALIFANO   | 1861 | 1878 |                         |
|    | cav.   | Luigi         | DENTICE    | 1879 | 1880 |                         |
|    | dott.  | Michele       | CRISCUOLI  | 1880 | 1890 |                         |
|    | cav.   | Vincenzo      | TRAMONTANO | 1891 | 1895 |                         |
|    | ing.   | Andrea        | TORTORA    | 1896 | 1903 |                         |
|    | cav.   | Gaetano       | TRAMONTANO | 1903 | 1920 |                         |
|    | col.   | Generoso      | FUSCO      | 1920 | 1922 | Commissario Prefettizio |
|    |        | Luciano       | LETTIERI   | 1923 | 1923 | Commissario Prefettizio |
|    | dott.  | Alberto       | BELGIORNO  | 1923 | 1924 | Commissario Prefettizio |
|    |        | Basilio       | TRAMONTANO | 1924 | 1927 |                         |

### Podestà
| N. | Titolo | Nome       | Cognome  | dal  | al   | note                    |
| -- | ------ | ---------- | -------- | ---- | ---- | ----------------------- |
|    | cav.   | Arturo     | FAZIO    | 1927 | 1930 |                         |
|    | col.   | Raffaele   | DAMIANI  | 1930 | 1932 |                         |
|    | avv.   | Alfonso    | ZITO     | 1932 | 1938 |                         |
|    |        |            | D'ARA    | 1939 | 1940 | Commissario governativo |
|    |        | Vincenzo   | LUCIANI  | 1940 | 1941 | Commissario governativo |
|    | dott.  | Giuseppe   | TORRE    | 1941 | 1942 | Commissario governativo |
|    | avv.   | Giuseppe   | MOCCALDI | 1943 | 1943 |                         |
|    | avv.   | Costantino | ASTARITA | 1943 | 1943 | Commissario Prefettizio |
|    | dott.  | Raffaele   | ZINGONE  | 1943 | 1943 | Commissario Prefettizio |
|    | avv.   | Costantino | ASTARITA | 1943 | 1946 | Sindaco straordinario   |

### Sindaci durante la Repubblica
Repubblica italiana
| N. | Titolo     | Nome           | Cognome     | dal         | al          | Partito / collocazione                            | note |
| -- | ---------- | -------------- | ----------- | ----------- | ----------- | ------------------------------------------------- | --- |
|    | dr.        | Domenico       | PELLEGRINO  | 00.00.1946  | 00.00.1946  |                                                   | Commissario Prefettizio |
|    | avv.       | Mario          | TORRE       | 00.00.1947  | 00.00.1948  |                                                   | |
|    | avv.       | Costantino     | ASTARITA    | 00.00.1948  | 00.00.1949  |                                                   | |
|    | dott.comm. | Carlo          | TRAMONTANO  | 00.00.1949  | 00.00.1952  | Democrazia Cristiana                              | |
|    | avv.       | Alfonso        | ZITO        | 00.00.1952  | 00.00.1956  |                                                   | |
|    | dott.comm. | Carlo          | TRAMONTANO  | 00.00.1956  | 00.00.1970  | Democrazia Cristiana                              | |
|    | prof.      | Raffaele       | DE VIVO     | 00.00.1970  | 00.00.1974  |                                                   | |
|    | prof.      | Fernando       | D'AREZZO    | 00.00.1974  | 00.00.1976  |                                                   | |
|    | prof.      | Mario          | FERRANTE    | 00.00.1977  | 00.00.1980  |                                                   | |
|    | avv.       | Marcello       | TORRE       | 07.08.1980  | 11.12.1980  | Lista civica Democrazia Cristiana                 | Ucciso dalla Nuova Camorra Organizzata perché avvocato di Salvatore Serra, soprannominato Cartuccia, affiliato alla Nuova Famiglia e mandante del tentato omicidio dell'avvocato di Raffaele Cutolo. |
|    |            | Domenico       | BIFOLCO     | 00.00.1981  | 00.00.0000  |                                                   | |
|    |            | Gaetano        | PETTI       | 00.00.1984  | 00.00.0000  | Democrazia Cristiana                              | |
|    |            | Gerardo Nicola | CAMPITIELLO | 00.00.1987  | 00.00.1989  | Democrazia Cristiana                              | |
|    | rag.       | Angelo         | GRILLO      | 15.07.1989  | 09.02.1992  | Partito Socialista Italiano                       | |
|    | dott.      | Mario          | TRAMONTANO  | 10.02.1992  | 14.07.1992  | Partito Socialista Italiano                       | Dimessosi per motivi personali. |
|    |            | Antonio        | DONATO      | 15.07.1992  | 10.02.1993  |                                                   | [ 2 ] |
|    | dott.      | Francesco      | SPERTI      | 11.02.1993  | 10.03.1993  |                                                   | Commissario prefettizio |
|    | dott.      | Francesco      | SPERTI      | 11.03.1993  | aprile 1993 |                                                   | Commissione straordinaria |
|    | dott.      | Francesco      | GRECO       | 11.03.1993  | 1994        |                                                   | Commissione straordinaria |
|    | dott.      | Eugenio        | SOLDÀ       | 11.03.1993  | 1994        |                                                   | Commissione straordinaria |
|    | dott.      | Pasquale       | DE LORENZO  | aprile 1993 | 1994        |                                                   | Commissario straordinario in sostituzione del dott. Sperti |
|    |            | Antonio        | DONATO      | 01.12.1994  | 26.05.2002  |                                                   | |
|    |            | Alberico       | GAMBINO     | 27.05.2002  | 27.07.2009  | Forza Italia (centrodestra)                       | Sospeso dal prefetto per peculato. |
|    |            | Salvatore      | BOTTONE     | 27.07.2009  | 26.02.2011  |                                                   | Sindaco facente funzioni |
|    |            | Alberico       | GAMBINO     | 26.02.2011  | 17.06.2011  | Il Popolo della Libertà (centrodestra)            | Fine sospensione, poi passato in Consiglio Regionale. Arrestato il 15 luglio 2011 assieme ad altre sei persone per associazione a delinquere finalizzata allo scambio elettorale politico-mafioso, con agevolazione di clan camorristici. Condannato a due anni e dieci mesi, scontati durante le fasi del processo, senza aggravante camorristica. |
|    | avv.       | Fabio          | PETRELLI    | 17.06.2011  | 07.12.2011  |                                                   | Sindaco facente funzioni |
|    | dott.      | Maurizio       | BRUSCHI     | 14.12.2011  | 22.03.2012  |                                                   | Commissario Prefettizio |
|    | dott.      | Michele        | MAZZA       | 23.03.2012  | 06.03.2013  |                                                   | Commissione straordinaria ex artt. 143-144 d.lgs. 267/2000 per infiltrazioni mafiose |
|    | dott.ssa   | Laura          | CASSIO      | 23.03.2012  | 30.09.2013  |                                                   | Commissione straordinaria ex artt. 143-144 d.lgs. 267/2000 per infiltrazioni mafiose |
|    | dott.      | Francesco      | SCIGLIUZZO  | 23.03.2012  | 07.07.2013  |                                                   | Commissione straordinaria ex artt. 143-144 d.lgs. 267/2000 per infiltrazioni mafiose |
|    | dott.ssa   | Gabriella      | TRAMONTI    | 07.03.2013  | 08.06.2014  |                                                   | Commissario straordinario in sostituzione del dott. Mazza |
|    | dott.      | Salvatore      | CARLI       | 08.07.2013  | 08.06.2014  |                                                   | Commissario straordinario in sostituzione del dott. Scigliuzzo |
|    | dott.      | Mauro          | PASSEROTTI  | 30.09.2013  | 08.06.2014  |                                                   | Commissario straordinario in sostituzione della dott.ssa Cassio |
|    |            | Salvatore      | BOTTONE     | 09.06.2014  | 09.06.2019  | Centrodestra (sostenuto da Forza Italia) e poi PD | |
|    |            | Alberico       | GAMBINO     | 09.06.2019  | 08.11.2019  | Centrodestra (DI, FdI, FI, Lega e 3 civiche)      | Decaduto dalla carica di sindaco per incandidabilità |
|    |            | Anna Rosa      | SESSA       | 09.11.2019  | 10.03.2020  |                                                   | Sindaco facente funzioni |
|    | dott.      | Vincenzo       | AMENDOLA    | 11.03.2020  | 04.10.2020  |                                                   | Commissario prefettizio |
|    | avv.       | Raffaele Maria | DE PRISCO   | 05.10.2020  | In carica   | Liste civiche                                     | |